# 중앙동 (천안시)

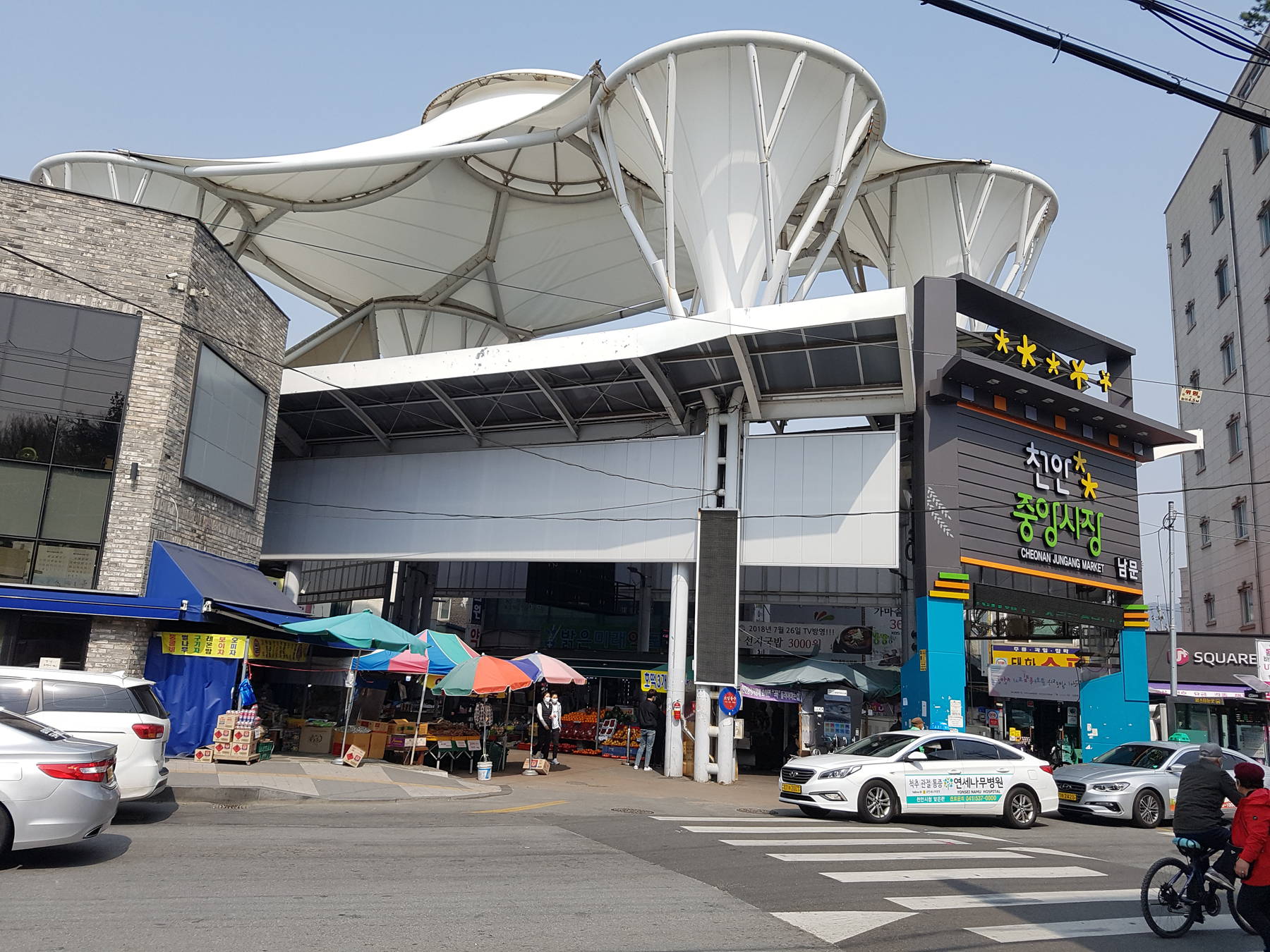
천안시 사직동 천안남산중앙시장

중앙동(中央洞)은 충청남도 천안시 동남구의 행정동으로, 천안의 중심에 자리잡고 있다. 법정동인 대흥동, 오룡동, 사직동, 영성동을 관할한다.

## 연혁
- 1963년 1월 1일 : 중부1출장소
- 1970년 7월 1일 : 대룡, 남산출장소
- 1975년 1월 1일 : 대룡, 남산동사무소
- 1999년 10월 11일 : 대룡동, 남산동 통합 → 중앙동 개청

## 개요

### 대흥동
대흥동(大興洞)은 과거 천안읍성의 북서외곽지대로 한가한 산림지대였으나, 1904년 천안역이 설치되고 대로가 나면서 변화가로 변했다. 1920년 행정구역 변경으로 읍내리를 갈라서 본정(本町)이라는 일본식동명을 사용하다가 1946년 해방후에 왜식동명을 없애는 취지로 현재의 이름으로 고치면서 오늘에 이른다.

### 오룡동
오룡동(五龍洞)은 과거 천안읍성안에 있던 동으로 지금부터 백년전에는 천안의 행정과 문화의 중심지였다. 관아와 객사 문루등이 있어서 많은 사람이 오가는 번화가였다. 1920년 행정구역 변경으로 읍내리 일부를 갈라서 욱정(旭町)이라는 일본식동명을 사용하다가 1946년 해방후에 왜식동명을 없애는 취지로 오룡쟁주(五龍爭珠)의 지형설에 따라 오룡동이라고 하였다.

- 동헌(東軒) : 천안군 관아. 오룡동 187번지, 현재 중앙동 주민자치센터 건물 인근에 있었다.
- 객사(客寺) : 천안군 객사. 천안중앙초등학교 후문 바로 남쪽에 있었다. 객사는 각 고을의 관하에 예속된 관사를 말한다. 임금의 전패를 안치하고 초하루와 보름날에 예절을 향하여 절을 하고 사신이나 관리의 숙소로 이용이 되었다. 1910년 경술국치 이후 무너졌던 건물을 민가로 사용하다 시에서 헐어다가 남산공원 위에 정자를 세우고 용주정이라 하였다.
- 화축관(華祝館) : 객사 별관(別館)으로, 동헌과 객사 사이에 있었다. 즉 현재 천안남산중앙시장 제2공영(북측) 주차장 자리이다. 임진왜란이 끝난 4년 뒤 천안군수로 있었던 노대하가 천안의 정관(正館)으로 세웠고, 임금이 온양으로 행차시에 묵는 행궁으로 기능하였다. 일제강점기 때 철거되어 지금은 흔적도 없다. 다만 화축관의 문으로 사용된 누각인 영남루는 1919년에 중앙국민학교 운동장으로 옮겼다가 1959년에 다시 현 천안삼거리공원 호수가로 옮겼다.

### 사직동
사직동(社稷洞)은 나라의 흥성을 제사지내던 곳인 사직단이 있던 곳이다. 1920년 행정구역 변경에 의해 읍내리를 갈라서 남산정(南山町)이라고 하였다가 1946년 해방후에 왜식동명을 없애는 취지로 현재의 이름으로 고치면서 오늘에 이른다.

### 영성동
영성동(寧城洞)은 천안의 옛 이름을 따서 지어진 이름의 동이다.

## 교육
- 천안중앙초등학교 (영성로 60 / 오룡동 179)

## 교통
- 천안역 (문화로 49 / 대흥동 10-4)

## 공공기관
- 오룡우체국 (영성로 69 / 오룡동 184)
- 천안우체국 (대흥로 258 / 대흥동 19)
- 동남구청별관  (대흥로 258 / 대흥동 19)

### 편의시설
- 남산중앙시장
- 남산공원